# Gerdt von Bassewitz

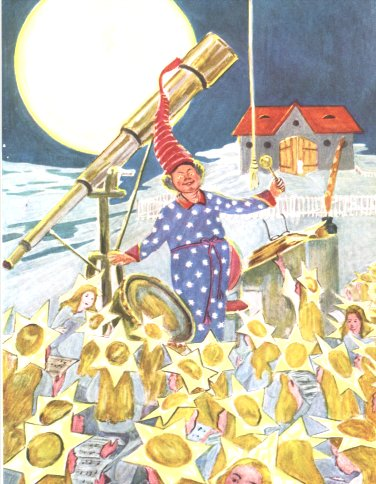
Ilustracja Hansa Baluschka do Peterchens Mondfahrt

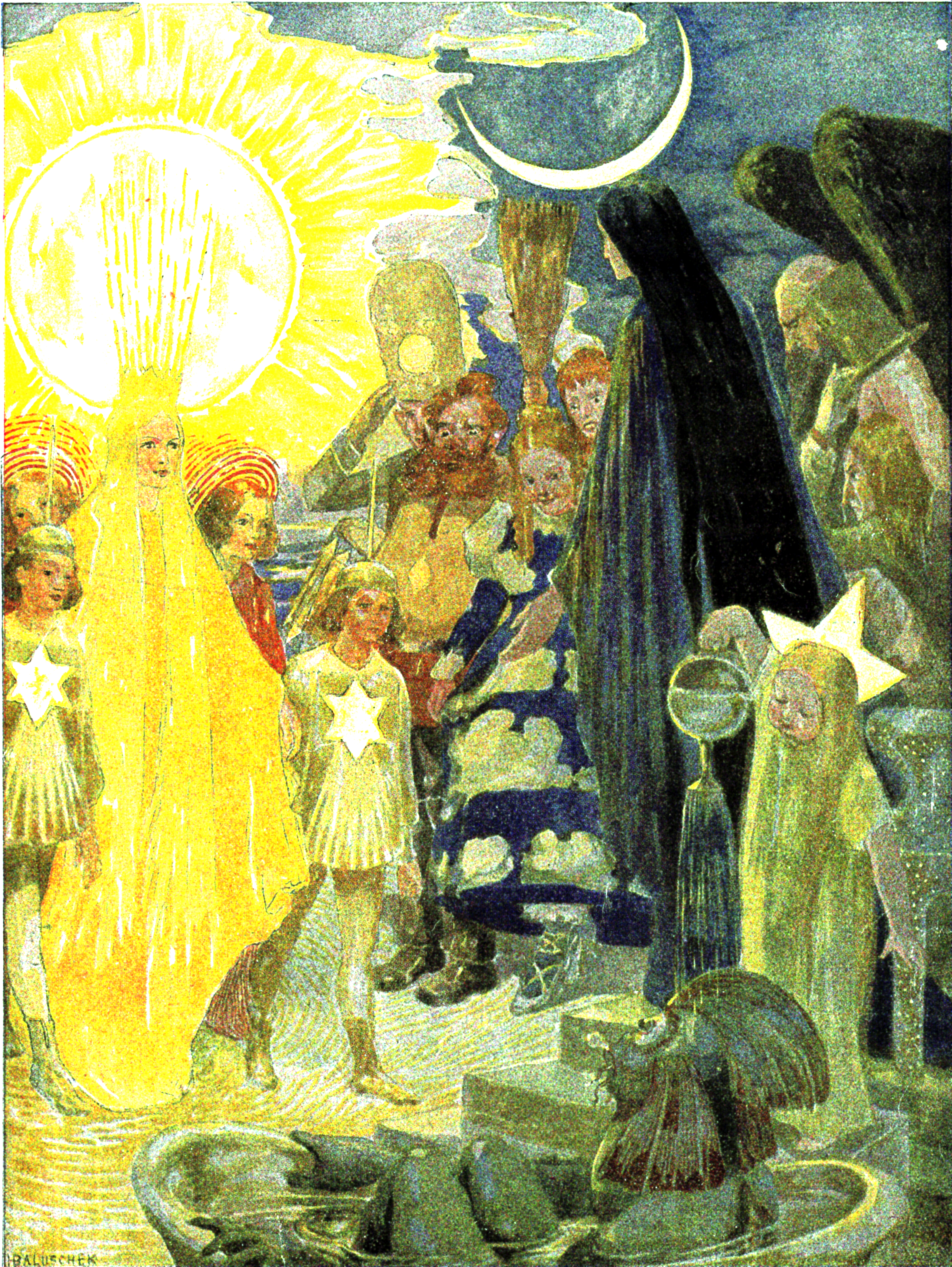
Ilustracja Hansa Baluschka do Peterchens Mondfahrt

Gerdt Bernhard von Bassewitz-Hohenluckow (ur. 4 stycznia 1878 w Allewind, zm. 6 lutego 1923 w Berlinie) – niemiecki pisarz, autor baśni scenicznej pt. Peterchens Mondfahrt (Wyprawa Piotrusia na Księżyc) i jej wersji prozatorskiej.

## Życiorys
Von Bassewitz wywodził się ze starej meklemburskiej rodziny szlacheckiej. Urodził się w Allewind w Wirtembergii, a dzieciństwo spędził w Liebenow i Hohenwalde w Nowej Marchii, na terenach należących dziś do Polski.
Za namową ojca, wysokiego urzędnika pruskiego, który do chwili ożenku był czynnym oficerem, związał swoją przyszłość z armią i poszedł do szkoły wojskowej w Metzu, gdzie 17 października 1899 roku zdał egzamin oficerski. Podczas manewrów wojskowych w lipcu 1900 roku nabawił się niedomagania serca, z powodu którego wiosną 1903 roku został zwolniony ze służby wojskowej. Mimo to po latach jako ochotnik wziął udział w I wojnie światowej w stopniu podporucznika pruskiej Landwehry. Swoje późniejsze życie - ku niezadowoleniu rodziny - związał z teatrem, poczynając od roli aktora, reżysera, asystenta w intendenturze w Teatrze Miejskim w Kolonii, a na roli dramatopisarza i librecisty operowego kończąc.
Za początek swojej twórczości literackiej von Bassewitz uznawał dramat Urstreit z 1903 roku. Następnym dramatem był napisany podczas pobytu na stypendium w Malborku Konrad Wallenrad. Swoje kolejne, utrzymane w stylu ekspresjonistycznym, sztuki wydawał nakładem lipskiego wydawnictwa Ernst Rowohlt Verlag.
Kilka jego dramatów wystawiono za jego życia na deskach teatrów niemieckich. Utwory sceniczne von Bassewitza zostały wkrótce zapomniane, a dramaturg funkcjonuje dziś w świadomości czytelników głównie jako autor baśni Peterchens Mondfahrt, którą uznaje się za jeden z klasyków niemieckiej literatury dla dzieci i młodzieży.
Von Bassewitz podczas pobytu w sanatorium w Königstein im Taunus w 1911 roku napisał baśń sceniczną o podróży dwójki dzieci na Księżyc. Protagonistami swego utworu uczynił poznane tam dzieci dyrektora ośrodka, dr Oskara Kohnstamma, Petera i Anneliese. Sztuka miała swoją prapremierę 7 grudnia 1912 roku w Teatrze Starym w Lipsku. Prozatorska wersja baśni ukazała się drukiem w 1916 roku. Baśń była trzykrotnie ekranizowana – w 1959 roku powstał czarno-biały film telewizyjny o tym samym tytule w reżyserii Gerharda F. Heringa, w 1990 roku pełnometrażowy film rysunkowy Piotruś w krainie czarów, czyli podróż fantastyczna w reżyserii Wolfganga Urchsa, a 2021 roku animowany cyfrowo film Kierunek: Księżyc! w reżyserii Alego Samadiego Ahadiego.
Von Bassewitz miał nie tylko problemy z sercem, lecz był również chory na tle nerwowym. Przeżył kilka załamań nerwowych. Liczne pobyty w sanatoriach nie przyniosły poprawy stanu jego zdrowia. 6 lutego 1923 roku von Bassewitz czytał fragmenty Peterchens Mondfahrt w dworku rodziny Correns nad jeziorem Kleiner Wann, znanym dziś jako Villa Siemens. Nagle opuścił w pośpiechu zgromadzenie i popełnił samobójstwo. 

## Publikacje (wybór)
- Worte zu dir – zbiór esejów z dziedziny filozofii przyrody (1907)
- Schahrazade – dramat w trzech aktach (1911)
- Schahrazade – opera w trzech aktach. Libretto: Gerdt von Bassewitz. Muzyka: Bernhard Sekles (1917)
- Judas – tragedia w czterech aktach (1911)
- Peterchens Mondfahrt – baśń sceniczna w czterech obrazach (1912)
- Die Sunamitin – dramat w trzech aktach z prologiem (1912)
- Peterchens Mondfahrt – baśń z ilustracjami Hansa Baluschka (1916)
- Pips der Pilz – baśń sceniczna w pięciu obrazach dla dużych i małych (1916)
- Pips der Pilz: Ein Wald- u. Weihnachtsmärchen – baśń z ilustracjami Hansa Baluschka (1920)